# مین-کوش
مین-کوش (به لاتین: Min-Kush) یک منطقهٔ مسکونی در قرقیزستان است که در شهرستان یومگل واقع شده‌است. مین-کوش ۳٬۳۵۳ نفر جمعیت دارد و ۲٬۲۶۰ متر بالاتر از سطح دریا واقع شده‌است.